# Coqueiro Baixo
Coqueiro Baixo est une municipalité brésilienne située dans l'État du Rio Grande do Sul.

## Démographie
Au recensement de 2010, la population était de 1 528 habitants. Au recensement de 2022 elle est descendue à 1 290 habitants.